# Volkmar Sigusch
Volkmar Sigusch (* 11. Juni 1940 in Bad Freienwalde (Oder); † 7. Februar 2023 in Frankfurt am Main) war ein deutscher Psychiater und Sexualwissenschaftler und gilt als Pionier der Sexualmedizin in Deutschland.
Sigusch entwickelte die Sexualforschung unter Bezug auf die Kritische Theorie und die sexualemanzipatorischen Ansätze der 1920er-Jahre zu einer kritischen Sexualwissenschaft, indem er die menschliche Sexualität im Kontext ihrer sozialen Zusammenhänge mit Fokus auf die Möglichkeiten individueller Selbstbestimmung sowie gesellschaftlicher Zustimmung untersuchte. Er gründete 1972 das Institut für Sexualwissenschaft am Universitätsklinikum Frankfurt und war bis zu seiner Emeritierung und Schließung des Instituts im Jahr 2006 dessen Direktor. Sigusch etablierte in Frankfurt am Main die Sexualmedizin als eigenständige Disziplin. Er habilitierte sich weltweit als Erster im Fach Sexualwissenschaft. Das von ihm verfasste Lehrbuch Sexuelle Störungen und ihre Behandlung gilt als Standardwerk der Sexualmedizin und Psychotherapie.

## Leben
Als Sohn eines Bankdirektors wuchs Sigusch in der DDR auf. Im Jahr des Mauerbaus (1961) floh Sigusch aus der DDR. Sein Medizinstudium hatte Sigusch an der Humboldt-Universität zu Berlin begonnen. Nach seiner Flucht in der Bundesrepublik angekommen, studierte er Medizin, Psychologie und Philosophie an den Universitäten in Frankfurt am Main und Hamburg. Zu seinen Lehrern gehörten Max Horkheimer und Theodor Adorno. Im Jahr 1966 wurde er zum Dr. med. mit einer experimentell-psychologischen Arbeit über die Struktur von Vorurteilen promoviert. Nach seiner psychiatrischen Ausbildung vor allem bei Hans Bürger-Prinz wurde Sigusch 1972 an der Universität Hamburg im Fach Sexualwissenschaft habilitiert. Seit seiner Berufung auf den neu eingerichteten Frankfurter Lehrstuhl für Sexualwissenschaft im selben Jahr gehörte er als Hochschullehrer neben dem Fachbereich Medizin auch dem Fachbereich Gesellschaftswissenschaften an, in dem er Professor für spezielle Soziologie war. Außerdem war Sigusch zwölf Jahre lang geschäftsführender Direktor des Zentrums der psychosozialen Grundlagen der Medizin (ZPG) des Klinikums der Goethe-Universität Frankfurt, in dem die Fächer Medizinische Psychologie, Medizinsoziologie, Arbeitsmedizin und Sexualwissenschaft vertreten waren. Die Schließung seines Instituts 2006 und zugleich des ZPG habe „einer biologistisch ausgerichteten Psychiatrie“ den Vorzug gegeben, so Lutz Garrels, Psychoanalytiker und ehemaliger Mitarbeiter Siguschs.
Volkmar Sigusch starb am 7. Februar 2023 im Alter von 82 Jahren in Frankfurt am Main.

## Werk
Bald nach Übernahme seines Lehrstuhls gründete er 1973 die International Academy for Sex Research zusammen mit Wissenschaftlern wie William Masters, John Money, Gunter Schmidt. Sigusch gilt als „Begründer der kritischen Sexualwissenschaft“. Er war erster Vorsitzender der Deutschen Gesellschaft für Sexualforschung, der ältesten und größten Fachgesellschaft für Sexualwissenschaft in Deutschland.
Sigusch war Mitherausgeber der Zeitschrift für Sexualforschung (bisher 22 Jahrgänge) und veröffentlichte über 25 Bücher, die medizinkritische, gesellschaftstheoretische beziehungsweise sexualwissenschaftliche Themen behandeln. So war er zusammen mit Martin Dannecker und Gunter Schmidt Herausgeber der Buchreihe Beiträge zur Sexualforschung, die bis 1999 im Enke-Verlag erschien und seit dem Jahr 2000 im Psychosozial-Verlag mit bisher über 94 Bänden verlegt wird. Von 1979 bis 1986 gab er das populäre Periodikum Sexualität konkret heraus, zu dem Wissenschaftler verschiedener Disziplinen, Schriftsteller, Publizisten und Künstler Beiträge lieferten. Insgesamt veröffentlichte Sigusch mehr als 850 Aufsätze.
Sigusch versuchte den Begriff Neosexuelle Revolution in der Sexualwissenschaft einzuführen. 1991 prägte er den Begriff Zissexualismus.
Die Schließung des von Sigusch geleiteten Instituts für Sexualwissenschaft erfolgte nach seiner Emeritierung 2006. Sigusch habe die Entscheidung, die Sexualwissenschaft der psychiatrischen Abteilung der Universität zuzuordnen, als „Niederlage“ empfunden, weil er sein „ganzes Berufsleben lang […] gegen die ‚Psychiatrisierung‘ sexueller Störungen gekämpft“ habe.

## Auszeichnungen
- 2010: Preis Geisteswissenschaften International zur Förderung der Übersetzung von Geschichte der Sexualwissenschaft[16]
- 2014: Förderung des Goethe-Instituts für die Übersetzung von Sexualitäten. Eine kritische Theorie in 99 Fragmenten ins Chinesische
- 2019: Sigmund-Freud-Kulturpreis der psychoanalytischen Fachgesellschaften DPG und DPV.[17]

## Nachrufe
In einem Nachruf würdigte Paula-Irene Villa Braslavsky Sigusch als Kritiker eines „ordnungswütigen Szientismus“, der blind sei für die gesellschaftliche Natur der Sexualität. Sigusch habe aufklären wollen, indem er Sexualität empirisch beobachtete und erklärte. Die Medizin bezeichnete er als „Hure der Ökonomie“, die keinen Blick habe für „missbrauchte Kinder, vergewaltigte Frauen, sexsüchtige Männer, einen Geschlechtswechsel ersehnende Transsexuelle“. Sigusch habe das Elend und Unglück der Menschen in den Formen der Einsamkeit, der Gewalt, des Leistungsdrucks und des Stigmas zum Sprechen bringen wollen. Er habe, wie im Untertitel eines seiner Bücher, Sexualforschung als Gesellschaftskritik verstanden.
Die Lehren des DDR-Endokrinologen Günter Dörner, der Homosexualität als hormonell bedingte und heilbare Krankheit vertreten hatte, widerlegte Sigusch erfolgreich, so Florian G. Mildenberger in einem weiteren Nachruf. Sigusch habe die psychiatrische Sexualwissenschaft mit der Psychoanalyse zielsicher versöhnt. In den 1990er-Jahren habe Sigusch die neuesten Erkenntnisse internationaler sozialwissenschaftlicher Forschungen rezipiert, die Gender Studies in die sexualwissenschaftlichen Lehrwerke integriert, und die Entwicklung des Sexualstrafrechts kritisch begleitet. Die Schließung des Frankfurter Instituts für Sexualwissenschaft nach Siguschs Emeritierung sieht Mildenberger dadurch erleichtert, dass es Sigusch in 30 Jahren nicht gelungen war, einen Nachfolger aufzubauen. Sämtliche möglichen Kronprinzen hätten nacheinander das Handtuch geworfen oder seien entlassen worden. Siguschs Erbe bleibe folglich zwiespältig. Die von ihm koordinierten Lehrbücher und Forschungsarbeiten seien von bleibendem Wert, ebenso seine Verdienste als gesellschaftlicher Aufklärer und Vorkämpfer für eine Liberalisierung der Sexualität, über die laut Mildenberger „heute anders und freier gesprochen wird als vordem“. Die Sexualwissenschaft allerdings sei wieder „im wissenschaftlichen Prekariat“ angelangt.

## Veröffentlichungen (Auswahl)

### Als Autor
- mit Gunter Schmidt: Zur Frage des Vorurteils gegenüber sexuell devianten Gruppen (= Beiträge zur Sexualforschung, Heft 40). Stuttgart 1967.[20]
- Exzitation und Orgasmus bei der Frau. Physiologie der sexuellen Reaktion (= Beiträge zur Sexualforschung, Bd. 48.) Enke, Stuttgart 1970.
- mit Gunter Schmidt: Arbeiter-Sexualität. Luchterhand, Neuwied/Berlin 1971.
- mit Gunter Schmidt: Jugendsexualität. Enke, Stuttgart 1973, ISBN 3-432-01835-5.
- Medizinische Experimente am Menschen. Das Beispiel Psychochirurgie. In: Jahrbuch für kritische Medizin, Beilage zu AS [Argument Sonderband] 17. Argument-Verlag, Berlin 1977, ISBN 3-920037-85-5.
- Vom Trieb und von der Liebe. Campus Verlag, Frankfurt am Main/New York 1984, ISBN 3-593-33313-9.
- Die Mystifikation des Sexuellen. Campus Verlag, Frankfurt am Main 1984, ISBN 3-593-33419-4.
- Kritik der disziplinierten Sexualität. Aufsätze 1986–1989. Campus-Verlag, Frankfurt am Main 1989, ISBN 3-593-34201-4.
- Anti-Moralia. Sexualpolitische Kommentare. Aufsatzsammlung. Campus-Verlag, Frankfurt am Main 1990, ISBN 3-593-34303-7.
- Geschlechtswechsel. Klein, Hamburg 1992, ISBN 3-922930-07-7 und Rotbuch-Verlag, Hamburg 1995, ISBN 3-88022-359-9.
- Karl Heinrich Ulrichs. Der erste Schwule der Weltgeschichte. Verlag rosa Winkel, Berlin 2000, ISBN 3-86149-105-2.
- Praktische Sexualmedizin. Eine Einführung. Deutscher Ärzteverlag 2005; erweiterte Neuausgabe: Campus Verlag, Frankfurt am Main 2020, ISBN 978-3-593-51312-6.
- Sexuelle Welten. Zwischenrufe eines Sexualforschers (= Beiträge zur Sexualforschung. Band 87). Psychosozial-Verlag, Gießen 2005, ISBN 3-89806-482-4.
- Neosexualitäten. Über den kulturellen Wandel von Liebe und Perversion. Campus Verlag, Frankfurt am Main/New York 2005, ISBN 978-3-593-37724-7.
- Geschichte der Sexualwissenschaft. Campus Verlag, Frankfurt am Main/New York 2008, ISBN 978-3-593-38575-4.
- Auf der Suche nach der sexuellen Freiheit. Über Sexualforschung und Politik. Campus Verlag, Frankfurt am Main/ New York 2011, ISBN 978-3-593-39430-5.
- mit Günter Amendt, Gunter Schmidt: Sex tells. Sexualforschung als Gesellschaftskritik. Aufsatzsammlung. KVV konkret, Hamburg 2011, ISBN 978-3-930786-61-9.
- Sexualitäten. Eine kritische Theorie in 99 Fragmenten. Campus Verlag, Frankfurt am Main/New York 2013, ISBN 978-3-593-39975-1 (2-bändige Ausgabe in chinesischer Sprache 2018[21])
- Das Sex-ABC. Notizen eines Sexualforschers. Campus Verlag, Frankfurt am Main/New York 2016, ISBN 978-3-593-50636-4.
- Kritische Sexualwissenschaft. Ein Fazit. Campus Verlag, Frankfurt am Main 2019, ISBN 978-3-593-51057-6.

Beiträge und Artikel
- Geburt und Tod unserer Sexualität als Gefühl und Begriff. Zur gegenwärtigen Kritik von Liebe, Homosexualität und Perversion. In: Lettre International. Berlin/Paris. Heft 4. 1989, S. 82–85.
- Die Zerstreuung des Eros. In: Der Spiegel. Nr. 23, 1996 (online).
- Vom König Sex zum Selfsex. Über gegenwärtige Transformationen der kulturellen Geschlechts- und Sexualformen. In: Christiane Schmerl, Stefanie Soine, Marlene Stein-Hilbers, Birgitta Wrede (Hrsg.): Sexuelle Szenen. Inszenierungen von Geschlecht und Sexualität in modernen Gesellschaften. Leske und Budrich, Opladen 2000, ISBN 3-8100-2893-2, S. 229–249.
- Leitsymptome süchtig-perverser Entwicklungen. In: Deutsches Ärzteblatt. 2002 (A-3420 / B-2877 / C-2678).
- Paradoxale Verhältnisse. In: Heinz-Jürgen Voß (Hrsg.): Die deutschsprachige Sexualwissenschaft. Bestandsaufnahme und Ausblick (= Angewandte Sexualwissenschaft. Band 28). Psychosozial Verlag, Gießen 2020, ISBN 978-3-8379-3016-0, S. 21–36.

### Als Herausgeber
- mit Gunter Schmidt, Eberhard Schorsch: Tendenzen der Sexualforschung. Enke, Stuttgart 1970, ISBN 3-432-01649-2.
- Ergebnisse zur Sexualmedizin. Arbeiten aus dem Institut für Sexualforschung an der Universität Hamburg. 1972, 2. Aufl. 1973, Wissenschaftsverlag, ISBN 3-8055-1644-4.
- Therapie sexueller Störungen. Thieme, Stuttgart 1975; 2. überarbeitete Aufl. 1980, ISBN 3-13-517502-2.
- Sexualität und Medizin. Arbeiten aus der Abteilung für Sexualwissenschaft des Klinikums der Universität Frankfurt am Main. Kiepenheuer und Witsch, Köln 1979, ISBN 3-462-01328-9.
- Die sexuelle Frage. Konkret Literaturverlag, Hamburg 1982, ISBN 3-922144-22-5.
- mit Martin Dannecker: Sexualtheorie und Sexualpolitik. Enke, Stuttgart 1984, ISBN 3-432-93701-6.
- mit Ingrid Klein, Hermann L. Gremliza: Sexualität konkret. Sammelband 2. Zweitausendeins Verlag, Frankfurt am Main 1984, 1985.
- mit Hermann L. Gremliza: Operation AIDS. Das Geschäft mit der Angst. Verlag Gremliza, Hamburg 1986, ISBN 3-921959-23-3.
- AIDS als Risiko. Über den gesellschaftlichen Umgang mit einer Krankheit. Aufsatzsammlung. Konkret-Literatur-Verlag, Hamburg 1987, ISBN 3-922144-67-5.
- Sexuelle Störungen und ihre Behandlung. Thieme und Vandenhoeck & Ruprecht, 1996; 4. erw. Aufl. Thieme, Stuttgart 2007, ISBN 978-3-13-103944-6.
- mit Ilka Quindeau: Freud und das Sexuelle. Neue psychoanalytische und sexualwissenschaftliche Perspektiven. Campus Verlag, Frankfurt am Main 2005, ISBN 3-593-37848-5.
- mit Günter Grau: Der Kampf um das Frankfurter Institut für Sexualwissenschaft. Aufruf – Proteste – Beschlüsse. Frankfurt am Main 2006 (psychosozial-verlag.de [PDF; 493 kB; abgerufen am 11. August 2021]).
- mit Günter Grau: Personenlexikon der Sexualforschung. Campus Verlag, Frankfurt am Main/New York, 2009, ISBN 978-3-593-39049-9.

## Film
- „Vom Trieb und von der Liebe“, Film über Volkmar Sigusch von Klaus Podak, 1984